# 幸田真音
幸田 真音（こうだ まいん、1951年4月25日 - ）は、日本の経済小説家。NHK経営委員、日本たばこ産業取締役、LIXILグループ取締役、日本取引所グループ取締役、三菱自動車工業取締役、国土交通省交通政策審議会委員、政府税制調査会委員等を歴任。

## 来歴：人物と思想
滋賀県生まれ。滋賀県立八日市高等学校、京都女子大学卒業。米国系銀行や証券会社で債券ディーラーや大手金融法人を担当する外国債券セールスなどを経て、1995年、小説『ザ・ヘッジ 回避』で作家に転身。国際金融の世界を題材に、作品を発表している。2000年秋に発表した『日本国債』（上・下巻）はベストセラーとなった。2014年、『天佑なり 高橋是清・百年前の日本国債』で第33回新田次郎文学賞受賞。
雑誌や新聞で多くの連載小説やエッセイを発表しながら、テレビ番組『サンデーモーニング』などで保守派のコメンテーターとして出演している。ラジオ番組では文化放送『幸田真音のIt's Mine!』のパーソナリティーを務めている。
2003年財務省財政制度等審議会委員。2004年滋賀大学経済学部客員教授。2005年国土交通省交通政策審議会委員。2006年政府税制調査会委員。2010年日本放送協会経営委員。2012年日本たばこ産業取締役。2013年LIXILグループ取締役。2016年日本取引所グループ取締役。2018年三菱自動車工業取締役。「国の債務管理の在り方に関する懇談会」メンバーなども歴任。

## 著書
- 『ザ・ヘッジ 回避』（1995年、講談社）※文庫化にあたり『小説ヘッジファンド』（講談社文庫）と改題
- 『インタンジブル・ゲーム』（1996年、講談社）※文庫化にあたり『マネー・ハッキング』（講談社文庫）と改題
- 『ニューヨーク・ウーマン・ストーリー』（1997年、浩気社）※文庫化にあたり『偽造証券』（新潮文庫）と改題
- 『傷』（1998年、文藝春秋）※文庫化にあたり『傷−邦銀崩壊』（文春文庫、新潮文庫）と改題
- 『日本国債』（上下、2000年、文藝春秋）
  - ※文庫は講談社文庫（『日本国債−改訂最新版』）および小学館文庫（『日本国債−オリジナル版』）
- 『eの悲劇』（2001年、講談社）
- 『凛冽の宙（りんれつのそら）』（2002年、小学館）※文庫は小学館文庫および講談社文庫より
- 『投資アドバイザー有利子（ありこ）』（2002年、角川書店）※文庫は角川文庫より
- 『藍色のベンチャー』（上下、2003年、新潮社）※新潮文庫での再刊で『あきんど 絹屋半兵衛』と改題、のち文春文庫で再々刊
- 『代行返上』（2004年、小学館）※文庫は小学館文庫より
- 『コイン・トス』（2004年、講談社）※文庫は講談社文庫より
- 『日銀券』上・下巻（2004年、新潮社）※文庫は新潮文庫より
- 『周極星』（2006年、中央公論新社）※文庫は中公文庫より
- 『タックス・シェルター』（2006年、朝日新聞社）※文庫は新潮文庫より
- 『表の顔と裏の顔』（2006年、小学館）
- 『バイアウト』（2007年、文藝春秋）※文庫は文春文庫より
- 『トップの素顔論』（2007年、小学館）※対談集。文化放送「幸田真音のIt's Mine!」より。
- 『Hello, CEO.』（2007年、光文社）のち光文社文庫、角川文庫
- 『あなたの余命教えます』（2008年、講談社）※文庫は2011年に講談社文庫より
- 『あきんど　絹屋半兵衛』文春文庫、2009年　のち角川文庫
- 『舶来屋』（2010年、新潮社）のち文庫　（茂登山長市郎を描く）
- 『財務省の階段』（2011年、角川書店）のち文庫
- 『ランウェイ』集英社、2011年　のち角川文庫
- 『CC:カーボンコピー』中公文庫、2012
- 『天佑なり 高橋是清・百年前の日本国債』（上・下、2013年、角川書店）のち文庫
- 『スケープゴート』（2014年 中央公論新社）「スケープゴート 金融担当大臣・三崎皓子」(中公文庫 2017
- 『ナナフシ』文藝春秋, 2015年　のち文庫
- 『この日のために 池田勇人・東京五輪への軌跡』KADOKAWA, 2016年　のち文庫
- 『大暴落ガラ』中央公論新社, 2017年　「大暴落ガラ 内閣総理大臣・三崎皓子」(中公文庫 2020.
- 『人工知能』PHP研究所, 2019年
- 『天稟』KADOKAWA, 2020年　（山崎種二を描く）

### 共著
- 『ニッポン経済の「ここ」が危ない！』竹中平蔵との対談（2008年、文藝春秋）
- 『日本人が知らない日本経済の大問題』野口悠紀雄との対談（2010年、三笠書房）

## 出演

### ラジオ
- 幸田真音のIt's Mine!（文化放送、土曜日午前7:00 - 7:30放送）
  - ※2006年11月 - 2007年3月までは土曜日18:00 - 18:30の時間帯で、2007年4月以降、土曜日朝8:30 - 8:59に放送されていた。

### テレビ
- ブロードキャスター（TBS系）
- 経済ワイド ビジョンe（NHK総合テレビ）
- サンデーモーニング（TBS系）※定期的に出演。